# Melanoplus ostentus
Melanoplus ostentus är en insektsart som beskrevs av Gurney och P.A. Buxton 1968. Melanoplus ostentus ingår i släktet Melanoplus och familjen gräshoppor. Inga underarter finns listade i Catalogue of Life.